# 安里麻里
安里 麻里（あさと まり、1976年3月14日 - ）は、日本の映画監督、脚本家。主な監督作品に映画『アンダー・ユア・ベッド』『バイロケーション』『劇場版 零 ゼロ』『氷菓』、テレビドラマ「I"s」「ただ離婚してないだけ」等がある。

## 経歴
家庭の事情により幼少期に安里家の養子に入る。
横浜国立大学教育学部在学中に自主映画サークルに入部し、映画美学校のフィクション・コースに第一期生として入学（同期に清水崇、富田克也、古澤健、大九明子らがいる）。同校で黒沢清、高橋洋、塩田明彦、青山真治、万田邦敏、篠崎誠らに師事。カメラマン志望であったため、黒沢清監督の作品などに撮影助手として参加し始める。東京藝術大学大学院監督コースにて黒沢清、北野武らに学ぶ。塩田明彦、高橋洋などの監督作品の助監督を務める。
2004年、ユーロスペース企画制作の新人監督が手腕を競う企画「映画番長」の第一弾『独立少女紅蓮隊』で長編映画の監督デビュー。
その後は日野日出志漫画原作の『地獄小僧』、『トワイライトシンドローム デッドゴーランド』、『呪怨』シリーズ『呪怨 黒い少女』、山田悠介原作の『リアル鬼ごっこ3』『リアル鬼ごっこ4』、『リアル鬼ごっこ5』等を監督。ホラー、アクションといったジャンル映画に強い女性監督として注目される。また、テレビドラマへも進出し、幅広いジャンルを手掛けるようになる。
2013年、法条遥原作の『バイロケーション』（主演：水川あさみ）を脚本監督。東京国際映画祭、ウーディネ極東映画祭、ストックホルム国際映画祭、湯布院映画祭 へ出品。
2014年、ホラーゲームの零シリーズから大塚英志が小説化したホラー『劇場版 零 ゼロ』（主演：中条あやみ）を監督。ストックホルム国際映画祭、カナダのファンタジア国際映画祭 へ出品。
2017年、米澤穂信の〈古典部〉シリーズの第一作『氷菓』の映画化（主演：山﨑賢人・広瀬アリス）では文芸的青春ミステリーに挑戦し、新境地を開拓。プチョン国際ファンタスティック映画祭（富川国際ファンタスティック映画祭） へ出品。
2019年の『アンダー・ユア・ベッド』（原作：大石圭　主演：高良健吾）は愛する女性への一途で純粋な思いが昂じた結果、彼女の家のベッドの下に潜んで生活を見守るという行為にまで走ってしまう孤独な男を描いた、エロスと激しい暴力描写のある作品だったが、単館のレイトショー公開ながら20代～40代の男女の支持を得て異例のヒットを記録。これまでのホラー・アクション映画というジャンルの枠を越えて、監督安里麻里の名を広く世間に知らしめた。ロンドン・イースト・アジア映画祭（London East Asia Film Festival：LEAFF）、ドイツのニッポン・コネクション映画祭 へ出品。

## 影響
好きな監督について、増村保造、三隅研次、ロベール・ブレッソン、ジェームズ・グレイなどを挙げている。
また、イギリスの女性ミステリ作家ルース・レンデル好き。

## フィルモグラフィー

### 映画
- ギプス（2000年） - 助監督・出演
- 帰ってきた!刑事（デカ）まつり（2003年） - 『子連れ刑事』監督・脚本
- 独立少女紅蓮隊（2004年） - 監督
- ソドムの市（2004年） - 助監督・出演
- 日野日出志のザ・ホラー 怪奇劇場 第一夜（2004年） - 『地獄小僧』監督
- 「超」怖い話 THE MOVIE 闇の映画祭（2005年） - 出演
- ハヴァ、ナイスデー（2006年） - 『夕凪』監督
- 夏休みのような1ヵ月（2008年） - 脚本
- トワイライトシンドローム デッドゴーランド（2008年） - 監督・脚本
- 呪怨 黒い少女（2009年） - 監督・脚本
- ×ゲーム（2010年） - 脚本
- ゴメンナサイ（2011年） - 監督・脚本
- 携帯彼女（2011年） - 監督・脚本
- リアル鬼ごっこ3（2012年） - 監督・脚本
- リアル鬼ごっこ4（2012年） - 監督・脚本
- リアル鬼ごっこ5（2012年） - 監督・脚本
- バイロケーション（2013年） - 監督・脚本
- 劇場版 零 ゼロ（2014年） - 監督・脚本
- 鬼談百景（2015年） - 『影男』『尾（つ）けてくる』- 監督・脚本
- 氷菓（2017年） - 監督・脚本
- アンダー・ユア・ベッド（2019年）- 監督・脚本
- サユリ（2024年）- 共同脚本

### テレビ
- ケータイ刑事 銭形零（2004年） - 監督
- 怪談新耳袋 第65話、第75話（2005年） - 監督
- 恋する日曜日（セカンドシリーズ） 第13話（2005年） - 監督
- スパイ道 第一シリーズ第8話、第二シリーズ第8話（2005年） - 監督
- ケータイ刑事 銭形雷（2006年） - 監督
- I"s (2018年)  - 監督
- ただ離婚してないだけ (2021年)  - 監督
- 『星新一の不思議な不思議な短編ドラマ』『善良な市民同盟 前・後編』（2022年5月3日・10日、NHK BS4K・BSプレミアム）- 脚本・演出[20]